# G2-многовид
{\displaystyle G_{2}}-многовид — рімановий многовид чия група голономій міститься у винятковій простій групі Лі {\displaystyle G_{2}}.
Вони мають важливе значення в теорії струн, зокрема в М-теорії. {\displaystyle G_{2}}-многовиди мають нульову кривину Річчі, орієнтовані і мають спінорну структуру.

## Зноски
1. ↑  Karigiannis, Spiro (2011), What Is . . . a G2-Manifold? (PDF), AMS Notices, 58 (4): 580—581